# Bernhard Ernst von Bülow
Bernhard Ernst von Bülow (né le 2 août 1815 à Cismar - mort le 20 octobre 1879 à Francfort-sur-le-Main) est un diplomate ayant la nationalité allemande et danoise ayant exercé les fonctions de ministre des Affaires étrangères dans le Cabinet Bismarck (de) de 1873 à 1879. Il est le père du chancelier Bernhard von Bülow.

## Études et carrière diplomatique
Fils d'Adolf von Bülow, fonctionnaire au service du roi du Danemark, Bernhard Ernst von Bülow fait des études de droit à l'université Frédéric-Guillaume de Berlin puis à l'université Georg August de Göttingen puis à l'université Christian-Albrecht de Kiel. Après l'obtention de son diplôme, il devient assesseur au service du gouvernement de Holstein en 1839. Très vite, il entre comme conseiller de légation au service du Danemark jusqu'en 1848.
En 1851, il est nommé envoyé au Bundestag à Francfort par le roi du Danemark, qui est aussi duc de Holstein et de Lauenbourg. En 1862, il est nommé ministre d'État du grand-duché de Mecklembourg-Strelitz et prend part aux négociations qui ont conduit à la création de la Confédération de l'Allemagne du Nord qu'incorpore le grand-duché en 1867. C'est ainsi que von Bülow est nommé agent du Bundesrat de la confédération puis envoyé en Prusse en 1868.

## Ministre des Affaires étrangères
Le 9 octobre 1873, sur proposition du chancelier Otto von Bismarck, il est nommé à la succession d'Hermann Ludwig von Balan (de) au poste de ministre des Affaires étrangères sans avoir officiellement le titre de ministre qu'il n'obtient qu'en 1876. Toutefois, malgré les fonctions qu'il occupe, c'est toujours le chancelier qui modèle la politique étrangère. De juin à juillet 1878, il fait partie de la délégation allemande au congrès de Berlin aux côtés de Bismark et de Chlodwig zu Hohenlohe-Schillingsfürst alors ambassadeur à Paris. 
En 1879, il veut demander un congé prolongé mais il meurt subitement des suites d'une attaque le 20 octobre 1879 à Francfort-sur-le-Main.

## Famille
Bernhard Ernst von Bülow est issu de l'ancienne famille mecklembourgeoise des von Bülow. Il est le fils du bailli danois du bureau de Cismar (de) Adolf Hartwig Heinrich von Bülow et neveu du ministre prussien des Affaires étrangères Heinrich von Bülow. Sa mère est née comtesse Susanna Augusta Klara Adelheid von Baudissin (née le 25 septembre 1790 à Copenhague et morte le 26 septembre 1874 à Plön), fille du lieutenant général et gouverneur danois de Copenhague, le comte Carl Ludwig von Baudissin (de) auf Rantzau und Lammershagen (1756-1814). En 1823, elle épouse en secondes noces Hans Adolf von Warnstedt (de) (mort en 1853), maître des forêts et des chasseurs du duché de Holstein.
Bernhard Ernst von Bülow épouse le 30 avril 1848 Louise Rücker (née le 18 octobre 1821 et morte le 29 janvier 1894), la sœur du sénateur hambourgeois Alfred Rücker et la petite-fille du sénateur Martin Johann Jenisch. Le couple a huit enfants, :
- Bernhard (1849-1929), secrétaire d'État au ministère des Affaires étrangères et quatrième chancelier de l'Empire allemand, marié avec Maria Beccadelli di Bologna, marchesa di Altavilla
- Adolf (Wilhelm Ernst) (1850-1897), major général prussien et aide de camp personnel de l'empereur Guillaume II, marié :
  - le 1er juillet 1884 avec la comtesse Karola Vitzthum von Eckstädt (de) (1864-1886)
  - le 14 mai 1891 avec la comtesse Maria Elisabeth Ursula von der Schulenburg (née le 2 avril 1868 et morte le 6 juillet 1946)
- Alfred (Victor Otto Viktor Ernst) (né le 7 août 1851 et mort le 26 juin 1916), diplomate prussien, marié avec Marie von Dillen-Spiering (née le 20 juillet 1859 et morte le 28 juin 1934) et arrière-petite-fille de Carl Ludwig Emanuel von Dillen (de)
- Waldemar (1852-1854)
- Christian (né le 17 octobre 1855 et mort le 23 septembre 1927) marié avec Izabel Rücker (né le 1er juin 1868)
- Bertha (née le 2 mai 1858 et morte le 25 janvier 1870)
- Karl-Ulrich (Stephan Wilhelm) (1862-1914), major général
- Friedrich (né le 20 juillet 1865 et mort le 11 janvier 1936) marié avec Julia Sommer (née le 29 septembre 1869)